# Jules Lavirotte
Pour les articles homonymes, voir Lavirotte.
Jules Lavirotte, né le 25 mars 1864 à Lyon, où il est mort le 1er mars 1929, est un architecte français représentatif de l'Art nouveau.

## Biographie
Après avoir d'abord étudié le droit pour satisfaire les ambitions de son père notaire, Jules Lavirotte entame des études d'architecture en 1885 à l'École des beaux-arts de Lyon et les poursuit en 1888 à l'École des beaux-arts de Paris, dans l'atelier de Paul Blondel.
Jules Lavirotte est reconnu comme un des maîtres de l'Art nouveau dans un style très imaginatif et singulier. Il a orné ses immeubles avec un symbolisme exubérant, parfois d'inspiration érotique. En collaboration avec le céramiste Alexandre Bigot, il a couvert certaines de ses façades de panneaux de grès flammé, comme en témoignent l'immeuble Lavirotte situé au 29, avenue Rapp et le Céramic Hôtel au 34, avenue de Wagram, à Paris. Il développe ce style jusqu'en 1906, époque où sa manière s'assagit, avec l'hôtel particulier du 23, avenue de Messine à Paris. Les principaux édifices de sa période Art nouveau se trouvent tous dans le même quartier parisien, ce qui permet d'observer facilement l'évolution de son style.
Il fait appel à la collaboration de sculpteurs comme Théobald-Joseph Sporrer, Firmin Michelet, Alfred Jean Halou, Jean-Baptiste Larrivé et Léon Binet.
Il remporte trois concours de façades de la ville de Paris.
Il a épousé Jeanne de Montchenu en 1897 après 12 années d'une relation non conformiste. Lavirotte rencontre Jeanne, épouse Barbier, lorsqu'il a 18 ans. Alors agée de 25 ans, elle est la femme du professeur particulier de Lavirotte et elle pratique la peinture. Jules et Jeanne entament en 1885 une relation amoureuse, qui suscite l'indignation dans leur milieu. Le mari trompé et déshonoré se plaint auprès de la famille Lavirotte qui expédie Jules à Paris pour l'éloigner de sa maîtresse. Mais leur relation se poursuit et Jeanne finit par obtenir le divorce en 1894 et malgré les pressions sociales et familiales, Jules et Jeanne se marient en 1897.

## Réalisations

### Paris

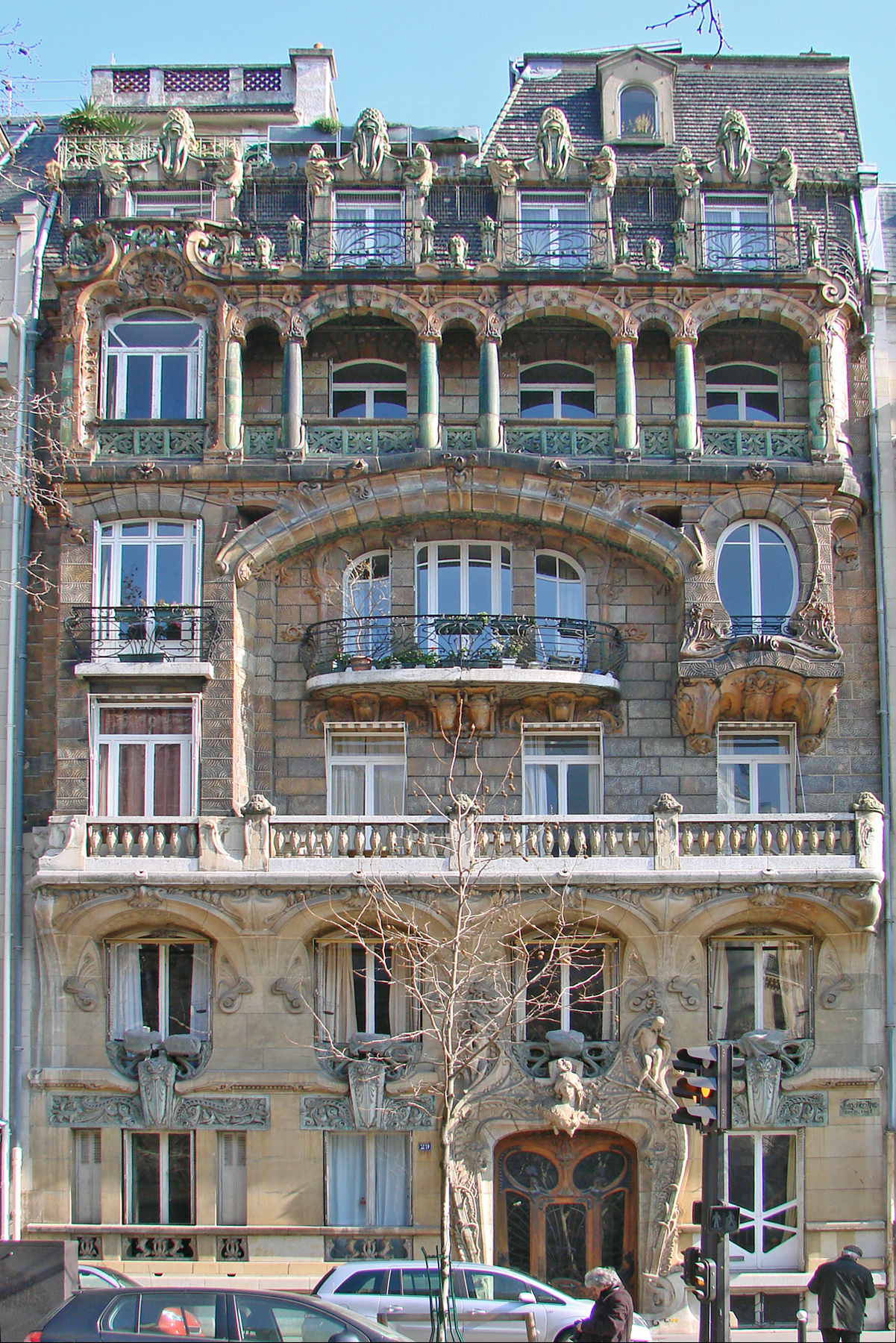
Immeuble Lavirotte, 29, avenue Rapp, Paris.

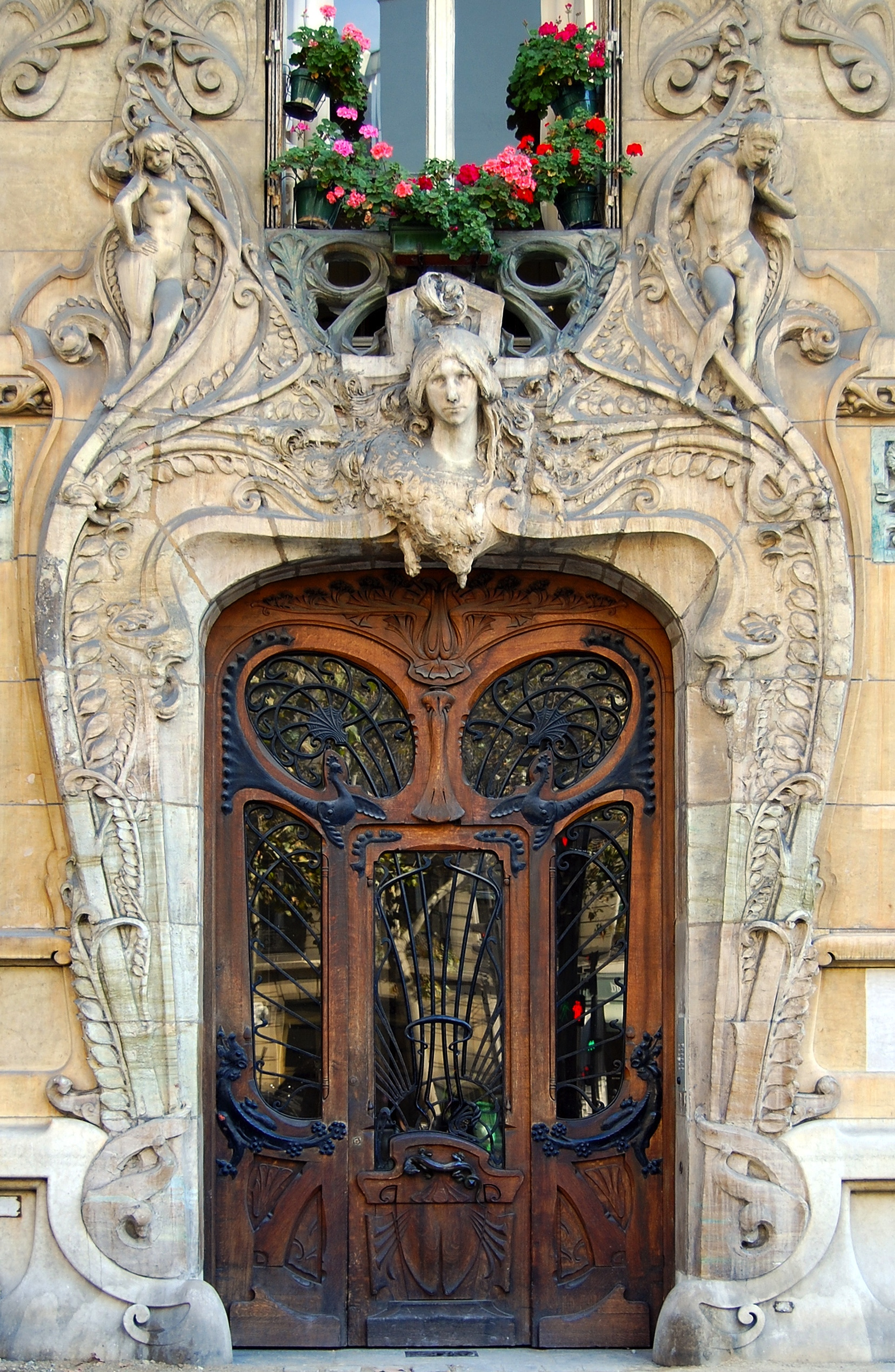
Entrée de l'immeuble Lavirotte au 29, avenue Rapp, à Paris.

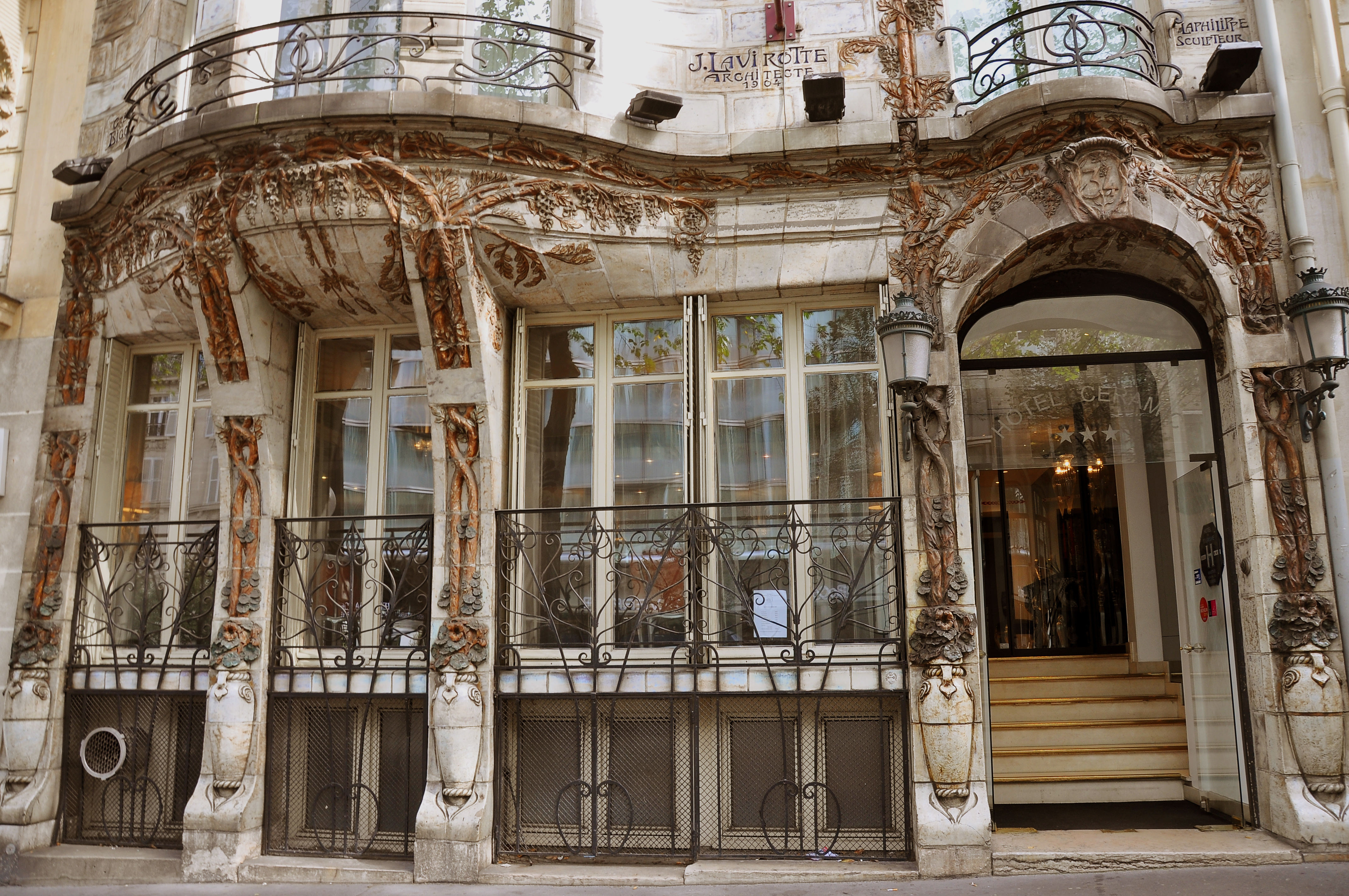
Détail de la façade du Céramic Hôtel au 34, avenue de Wagram, à Paris.

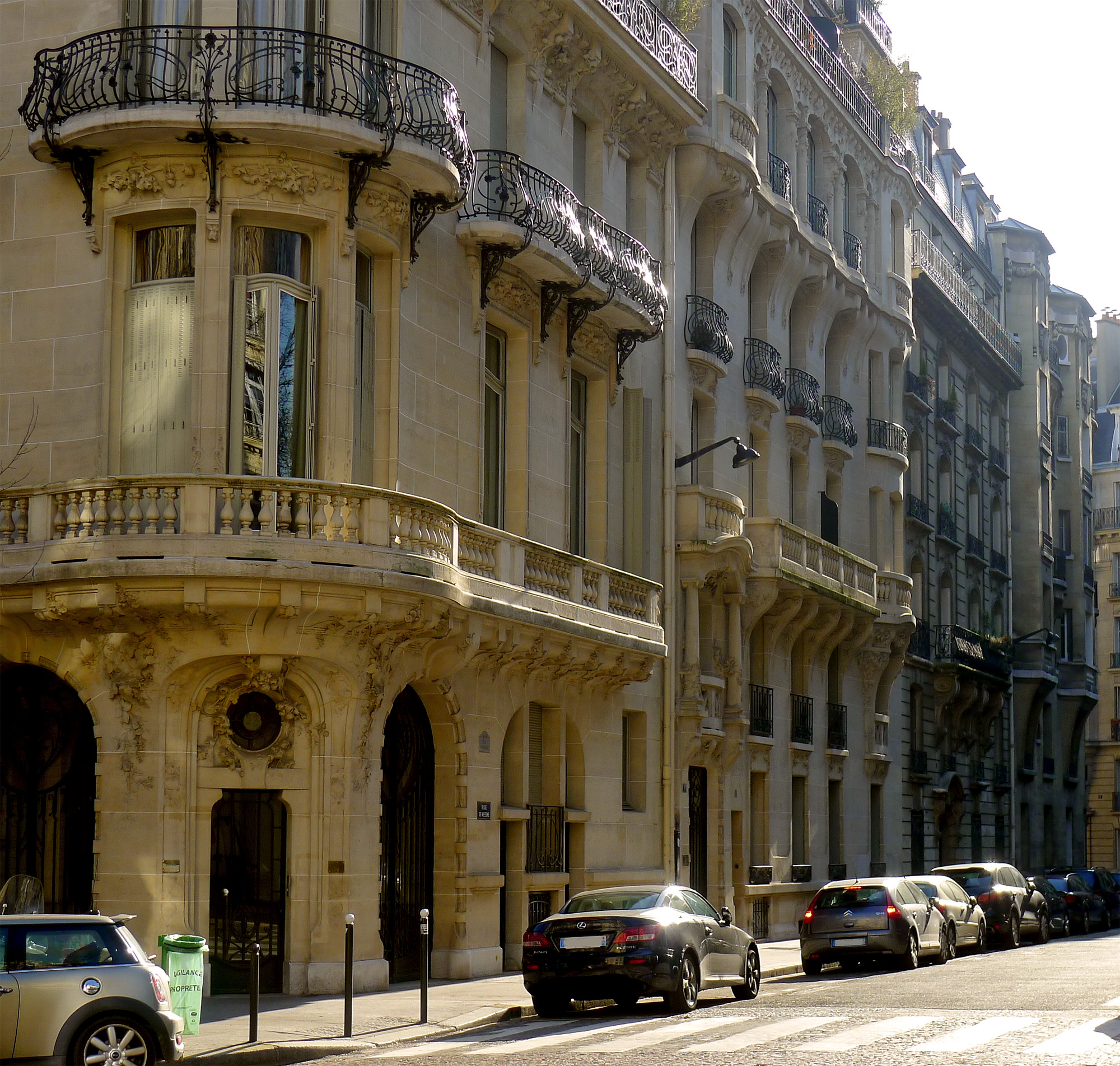
Le 23, avenue de Messine et le 6, rue de Messine.

- 1898 : immeuble de rapport, 151, rue de Grenelle, 7e.
- 1899 : hôtel Monttessuy, 12, rue Sédillot, 7e (devenu depuis le lycée italien Leonardo da Vinci), cet hôtel fut élevé sur une parcelle de terrain qui jouxte le square Rapp.
- 1899-1900 : immeuble de rapport du 3, square Rapp, 7e, grès flammés de Alexandre Bigot, les façades et les toitures sont inscrites monument historique par arrêté du 15 janvier 1975, les deux escaliers ainsi que leurs cages sont inscrits monument historique par arrêté du 3 mai 2005. Jules Lavirotte vivait au 5e étage. Cet immeuble est mitoyen de l'immeuble du 29, avenue Rapp.
- 1901 : immeuble Lavirotte, immeuble de rapport, 29, avenue Rapp, 7e, lauréat du concours 1901 de façades de la ville de Paris, grès flambé d'Alexandre Bigot, sculptures de Théobald-Joseph Sporrer, Firmin Michelet, Alfred Jean Halou et Jean-François Larrivé. La façade sur rue et la toiture sont inscrites monument historique par arrêté du 16 octobre 1964 et labellisé « patrimoine du XXe siècle[4] ».
- 1903 : immeuble de rapport, 134, rue de Grenelle et rue de Bourgogne, 7e.
- 1904 : Céramic Hôtel, 34, avenue de Wagram, 8e, lauréat du concours 1905 de façades de la ville de Paris, grès flammés d'Alexandre Bigot, sculptures de Camille Alaphilippe, les façades et les toitures sont inscrites monument historique par arrêté du 17 juillet 1964 et labellisé « patrimoine du XXe siècle[5] ».
- 1906 : maison à petits loyers, 169, boulevard Lefebvre, 15e.
- 1906 : hôtel particulier et maison de rapport, 23, avenue de Messine et rue de Messine, 8e, grès flammés d'Alexandre Bigot, sculptures de Léon Binet. Lauréat du concours de 1907 de façades de la ville de Paris.
- 1908 : aménagements intérieurs et transformations, 46, rue de la Faisanderie, 16e.

### Île-de-France
- 1907 : villa Dupont, 2, rue Balzac, Franconville (Val-d'Oise).
- 1920 : école départementale primaire et professionnelle, Vitry-sur-Seine (Val-de-Marne).

### Saône-et-Loire
- 1914 : Hôtel des Postes de Mâcon, 4, rue Paul-Gateaud, Mâcon.

### Haute-Savoie
- 1910 : Établissement des eaux minérales du Châtelet (aujourd'hui disparu), 29, quai Paul-Léger, Évian-les-Bains.

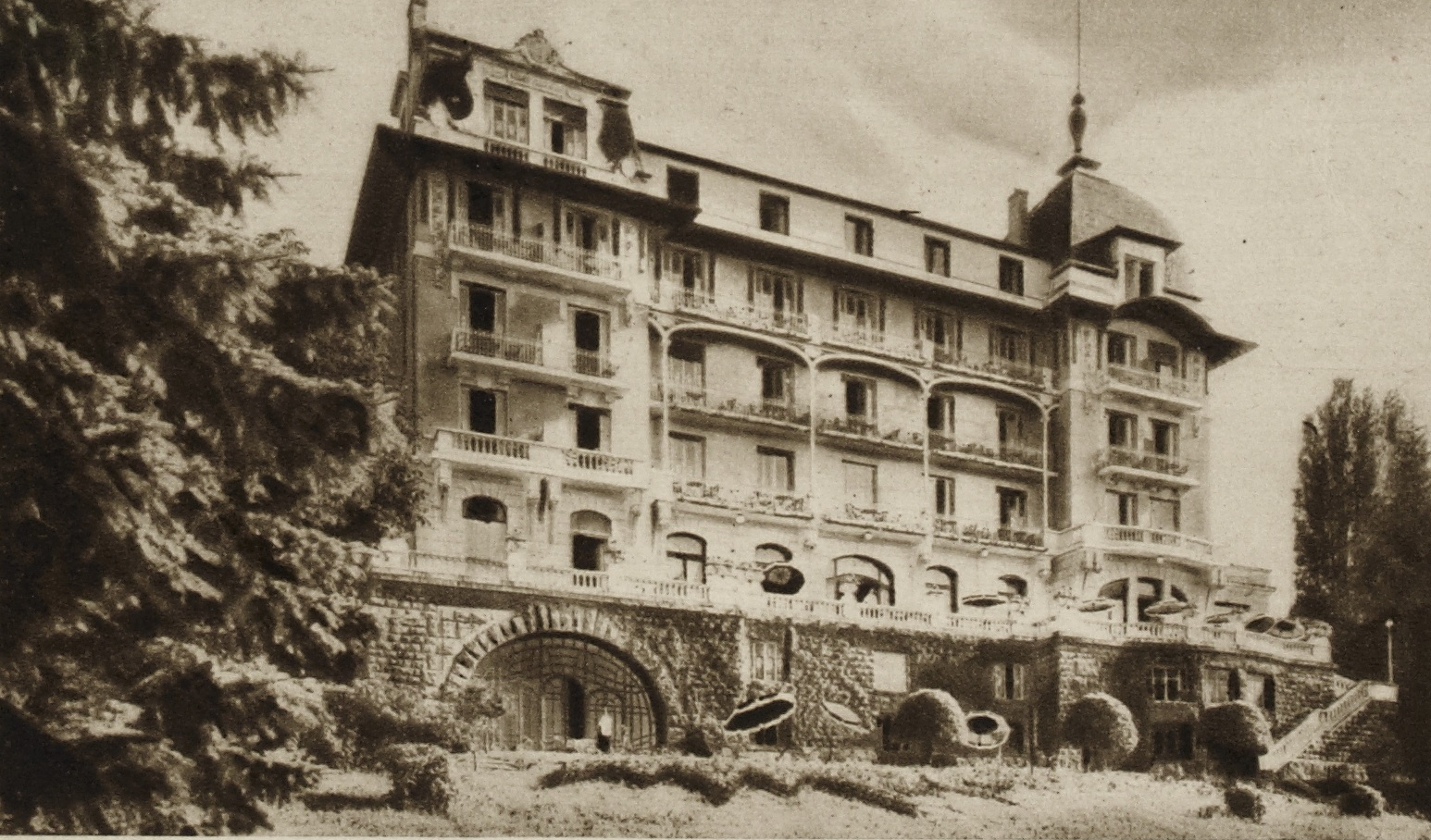
1912 : Grand hôtel du Châtelet (aujourd'hui Résidence du Parc), 20, avenue des Grottes, Évian-les-Bains.  - Façade nord du Grand hôtel du Châtelet (1912), devenu Hôtel du Parc en 1936 puis Résidences du Parc en 1975.
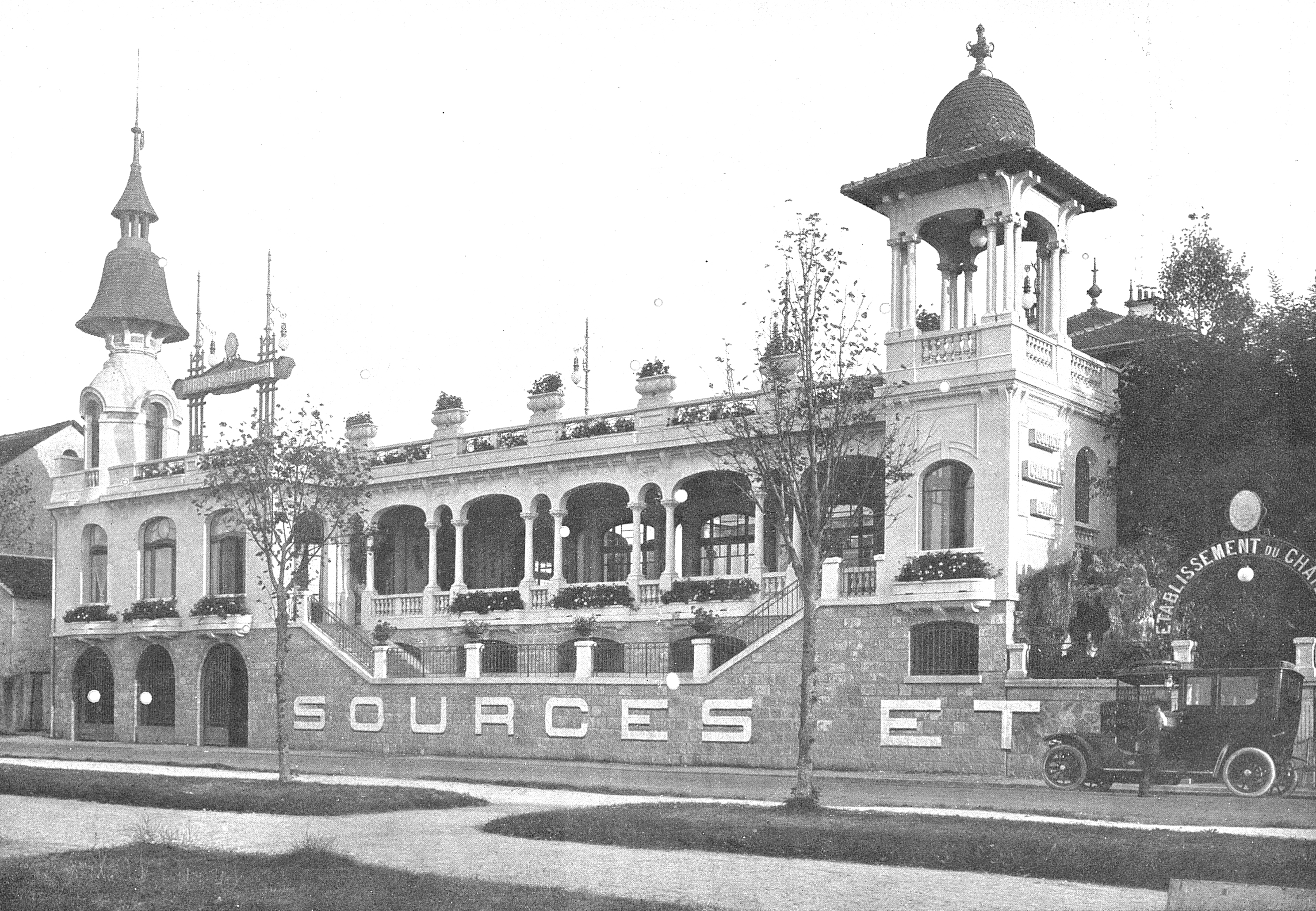
Façade de l'établissement des Eaux minérales du Châtelet à Évian.
  - Façade de l'établissement des Eaux minérales du Châtelet à Évian.

## Pour approfondir